# Guy Elvyn Burrowes
Guy Elvyn Burrowes (Londres, Inglaterra, 1908 - Petrópolis, Rio de Janeiro, Brasil, 1987) foi um dos precursores do escotismo no Brasil, em especial da modalidade do ar.
Ingressou  no escotismo em 14 de abril de 1918, tendo ocupado uma série de postos (promessa feita no dia 14 de abril de 1918 na “Union Church Boy Scout”). Em 18 de março de 1923, passou a ser Monitor no “1st Rio Baden-Powell Troop”. Em 31 de março 1926 passou a ser guia no “1st Rio Baden-Powell Troop”. A partir de 1 de maio de 1926, passou a ser Chefe de Tropa no “1st Rio Baden-Powell Troop”. Em 30 de junho de 1933, passou a ser  Chefe de Grupo do “1 st Rio Baden-Powell Troop”(naquele tempo Chefe Geral). No dia 31 de dezembro de 1937, recebeu a medalha de mérito da Boy Scout Association de Londres por recomendação da União de Escoteiros do Brasil. Durante a Segunda Guerra, serviu como oficial de ligação, no Rio de Janeiro, para os “Deep Sea Scouts” (Escoteiros de Alto Mar) da Boy Scout Association de Londres, prestando serviço aos escoteiros “Deep Sea Scouts” da Marinha Real Britânica, durante a estadia dos navios da esquadra do Atlântico Sul.Este serviço durou a Segunda Guerra toda e teve caráter primordialmente assistencial, atendendo escoteiros ingleses que serviam a bordo dos navios, quando no porto do Rio de Janeiro aportavam. Até 28 de outubro de 1942, o Grupo Rio Baden-Powell Troop era uma instituição inglesa filiada a Boy Scout Association de Londres, porém nesta data nacionalizou-se e se filiou ao departamento do Ar da União de Escoteiros do Brasil, trocando seu nome para “Associação de Escoteiros do Ar Baden-Powell”. Esta filiação foi realizada depois de longas e complicadas negociações entre o Major Godofredo Vidal e Guy Elvyn Burrowes que muito lutou para que o grupo não fosse fechado devido a edição de decreto pelo então Presidente Getúlio Vargas proibindo entidades estrangeiras no Brasil. Foi Comissário Técnico na Federação dos Escoteiros do Ar. Principal responsável pela pacificação pela qual a Federação Brasileira dos Escoteiros do Ar voltou à União dos Escoteiros do Brasil, consolidando assim um movimento unificado dos escoteiros do Brasil. Como último cargo foi nomeado Comissário Nacional dos Escoteiros do Ar, na União dos Escoteiros do Brasil. Possuiu as medalhas Tapir de Prata, medalha de ouro por bons serviços e a Medalha Tiradentes, sendo esta ultima conferida  em 1961.